# Onno Hoes

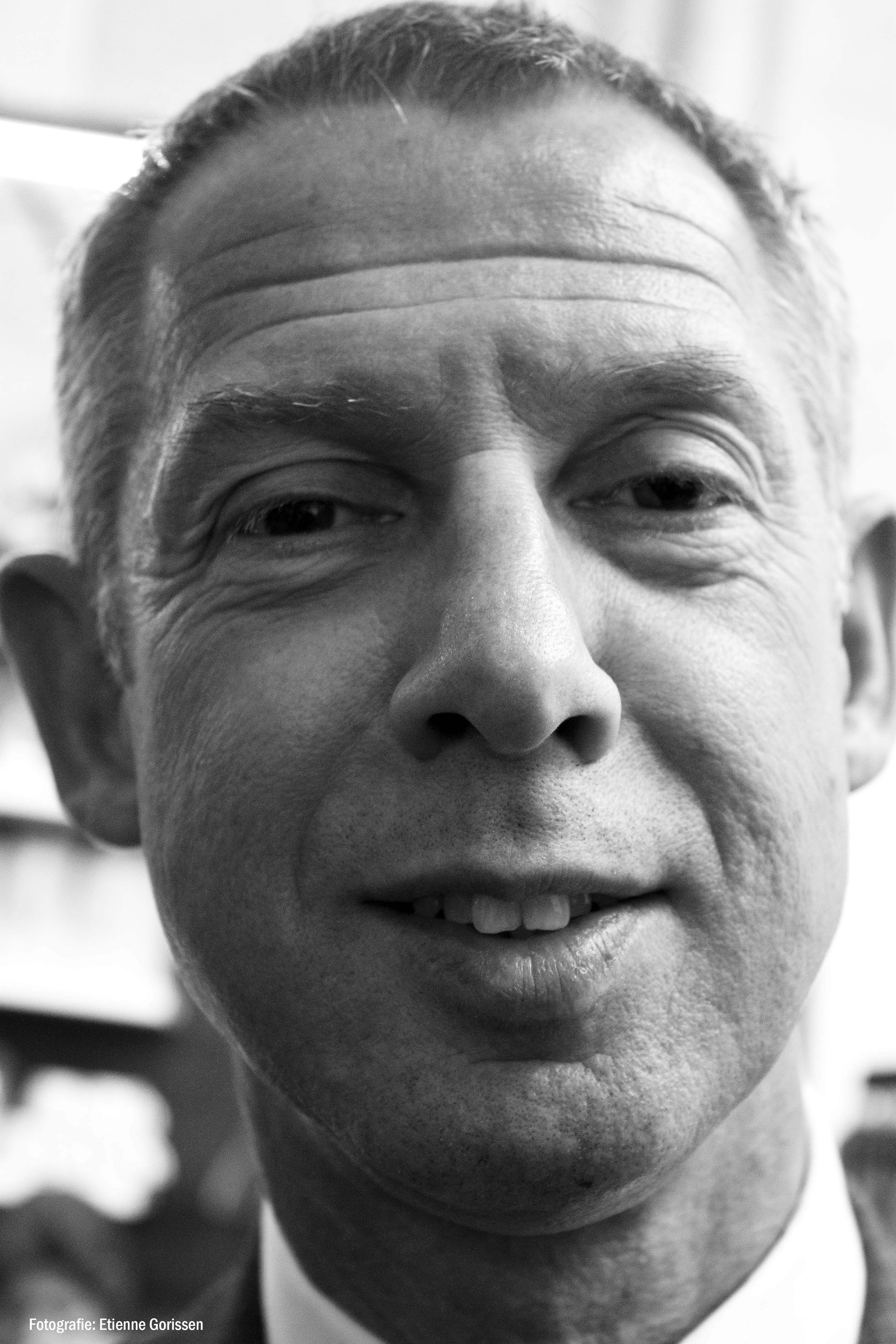
Onno Hoes

Onno Hoes (* 5. Juni 1961 in Leiden) ist ein niederländischer Politiker. Er ist Mitglied der VVD, der Volkspartei für Freiheit und Demokratie. Von 2010 bis 2015 war er Bürgermeister von Maastricht und von 2017 bis 2019 kommissarisch Bürgermeister von Haarlemmermeer. Vorher war er Ressortchef für Umweltfragen in der Verwaltung der niederländischen Provinz Nordbrabant. Seit November 2022 ist er kommissarischer Bürgermeister der Gemeinde Roermond.

## Lebenslauf
Onno Hoes wurde 1961 in Leiden geboren und wuchs aber in der südlichen Provinz Nordbrabant auf. Hoes' Mutter war acht Jahre lang Mitglied des Gemeinderats der Provinzhauptstadt ’s-Hertogenbosch, sein Vater war ebenfalls aktives VVD-Mitglied und sein Großvater war Gemeinderatsmitglied und stellvertretender Bürgermeister in Sint-Michielsgestel.
Seit Anfang der siebziger Jahre engagierte Hoes sich für die VVD, zunächst in der Jugendorganisation (Jongeren Organisatie Vrijheid en Democratie, JOVD). Von 1986 bis 1992 war er Vorsitzender der VVD in 's-Hertogenbosch und wurde anschließend Mitglied des Provinzparlamentes (Provinciale Staten) von Nordbrabant. Von 2001 bis 2010 war er Mitglied der Provinzregierung Gedeputeerde Staten. Er war zunächst für den Bereich der Wirtschaftsentwicklung und internationalen Beziehungen zuständig, später übernahm er das Umweltressort.
Am 5. Dezember 2007 teilte Hoes mit, dass er als Nachfolger für den am 1. Mai 2008 zurücktretenden VVD-Vorsitzenden Jan van Zanen kandidieren wolle. Eine Abstimmung unter den Parteimitgliedern ergab am 31. März 2008, dass nicht Hoes, sondern Ivo Opstelten mit zwei Dritteln der 15.730 Stimmen zum Parteivorsitzenden gewählt wurde. Hoes kam auf knapp 5000 Stimmen.
Am 16. September 2010 schlug der Gemeinderat von Maastricht Hoes als neuen Bürgermeister von Maastricht vor. Am 1. Oktober wurde er vom niederländischen Ministerrat mit Wirkung zum 1. November zum neuen Bürgermeister ernannt. Als Maastrichter Bürgermeister profilierte er sich als Fan des örtlichen Fußballvereins MVV Maastricht.
Seit dem 11. März 2010 ist Hoes Vorsitzender des Centrum Informatie en Documentatie over Israël (CIDI), einer 1974 von der jüdischen Gemeinde gegründeten niederländischen Stiftung. Die unabhängige Organisation hat sich zum Ziel gesetzt, sich für den Frieden und die Sicherheit des jüdischen Volkes auf der ganzen Welt einzusetzen. Sie fühlt sich dem Staat Israel verbunden.

## Privates
Hoes ist seit dem 29. Juni 2001 verheiratet mit dem niederländischen Showmaster und Theaterproduzenten Albert Verlinde und wohnt in Maastricht. Onno ist der Bruder von Isa Hoes. Hoes Vater war katholisch, während seine Mutter jüdisch war; Hoes hat sich nach eigenen Angaben auch vor dem Vorsitz des CIDI schon privat mit dem Judentum identifiziert.